# Folha de São Paulo
Folha de São Paulo – brazylijski dziennik, ukazujący się od 19 lutego 1921 roku. Początkowo wydawany jako popołudniówka Folha da Noite. Od 1 stycznia 1960, po połączeniu z tytułami Folha da Manhã i Folha da Trade, ukazuje się nieprzerwanie pod obecnym tytułem.
Gazetę założyli dziennikarze Olival Costa i Pedro Cunha, zwolnieni z pracy po zlikwidowaniu wieczornego wydania największego wówczas, brazylijskiego dziennika O Estado de São Paulo. Pierwszy numer miał 8 stron, z tego trzy reklam, 6 ciasno drukowanych kolumn i jedno zdjęcie. Dziennik przeznaczony był dla robotników, redakcja popierała Partię Demokratyczną oraz stawiała sobie za cel obronę kobiet i ich pozycji w społeczeństwie. Z tego powodu w grudniu 1924 władze Brazylii zakazały wydawania gazety. Zakaz został wycofany w styczniu 1925.
W 1968 roku Folha de São Paulo, jako pierwsza gazeta latynoamerykańska przeszła na druk offsetowy a w dzienniku zaczął pojawiać się kolor. W 1971 wprowadzono pierwszy w kraju, elektroniczny system fotoskładu. Zmiany doprowadziły do wzrostu nakładu do 200.000 egzemplarzy. W drugiej połowie lat 70. dziennik stał się liderem na rynku prasowym Brazylii. W 1996 roku Folha de São Paulo trafia do Księgi Rekordów Guinessa – jej nakład przekroczył milion egzemplarzy.
Obecnie dziennik należy do wydawnictwa Grupo Folha. Dzienny nakład sięga 366 tysięcy egzemplarzy.